# U-20-Handball-Weltmeisterschaft der Frauen 2018
Die 21. U-20-Handball-Weltmeisterschaft der Frauen wurde vom 1. bis 14. Juli 2018 im ungarischen Debrecen ausgetragen. Veranstalter war die Internationale Handballföderation (IHF). Weltmeister wurde Ungarn nach einem 28:22-Sieg im Finale gegen Norwegen.

## Vorrunde

### Gruppe A
| Pl. | Land           | Sp. | S | U | N | Tore     | Diff. | Punkte |
| --- | -------------- | --- | - | - | - | -------- | ----- | ------ |
| 1.  | Ungarn         | 4   | 4 | 0 | 0 | 0122:880 | +34   | 8      |
| 2.  | Norwegen       | 4   | 3 | 0 | 1 | 0117:970 | +20   | 6      |
| 3.  | Montenegro     | 4   | 1 | 0 | 3 | 083:1010 | −18   | 2      |
| 4.  | Brasilien      | 4   | 1 | 0 | 3 | 079:840  | −5    | 2      |
| 5.  | Portugal       | 4   | 1 | 0 | 3 | 081:1120 | −31   | 2      |
| 6.  | Elfenbeinküste | 0   | 0 | 0 | 0 | 00:00    | ±0    | 0      |

- Die Elfenbeinküste verzichtete nach Visaproblemen auf die Teilnahme.[1]

| 1. Juli 2018 18:00 Uhr | Ungarn                 | 27:24        | Brasilien                 | Főnix Hall, Debrecen Zuschauer: 3.212 Schiedsrichter: Mata, Bustamante |
| 1. Juli 2018 18:00 Uhr | meiste Tore: Klujber 8 | (11:10)      | meiste Tore: dos Santos 6 | Főnix Hall, Debrecen Zuschauer: 3.212 Schiedsrichter: Mata, Bustamante |
| 1. Juli 2018 18:00 Uhr | Strafen: 3× 6×         | Spielbericht | Strafen: 2× 4×            | Főnix Hall, Debrecen Zuschauer: 3.212 Schiedsrichter: Mata, Bustamante |

| 2. Juli 2018 14:00 Uhr | Montenegro             | 30:23        | Portugal                | Főnix Hall, Debrecen Zuschauer: 232 Schiedsrichter: Almawt, Almahroon |
| 2. Juli 2018 14:00 Uhr | meiste Tore: Đoković 7 | (14:11)      | meiste Tore: Minciuna 6 | Főnix Hall, Debrecen Zuschauer: 232 Schiedsrichter: Almawt, Almahroon |
| 2. Juli 2018 14:00 Uhr | Strafen: 7×            | Spielbericht | Strafen: 1× 4×          | Főnix Hall, Debrecen Zuschauer: 232 Schiedsrichter: Almawt, Almahroon |

| 4. Juli 2018 16:00 Uhr | Brasilien             | 20:25        | Norwegen                          | Főnix Hall, Debrecen Zuschauer: 300 Schiedsrichter: Sosagordalina, Lemesmartinez |
| 4. Juli 2018 16:00 Uhr | meiste Tore: Bitolo 7 | (8:13)       | meiste Tore: Ellertsen, Reistad 5 | Főnix Hall, Debrecen Zuschauer: 300 Schiedsrichter: Sosagordalina, Lemesmartinez |
| 4. Juli 2018 16:00 Uhr | Strafen: 1× 2×        | Spielbericht | Strafen: 2× 3×                    | Főnix Hall, Debrecen Zuschauer: 300 Schiedsrichter: Sosagordalina, Lemesmartinez |

| 4. Juli 2018 18:00 Uhr | Portugal                                | 20:33        | Ungarn               | Főnix Hall, Debrecen Zuschauer: 2.500 Schiedsrichter: Antić, Jakovljević |
| 4. Juli 2018 18:00 Uhr | meiste Tore: Oliveira, Resende, Sousa 4 | (11:13)      | meiste Tore: Háfra 7 | Főnix Hall, Debrecen Zuschauer: 2.500 Schiedsrichter: Antić, Jakovljević |
| 4. Juli 2018 18:00 Uhr | Strafen: 3× 6×                          | Spielbericht | Strafen: 2× 1×       | Főnix Hall, Debrecen Zuschauer: 2.500 Schiedsrichter: Antić, Jakovljević |

| 5. Juli 2018 18:00 Uhr | Norwegen               | 31:20        | Montenegro             | Főnix Hall, Debrecen Zuschauer: 100 Schiedsrichter: Mata, Bustamante |
| 5. Juli 2018 18:00 Uhr | meiste Tore: Reistad 8 | (15:10)      | meiste Tore: Đoković 9 | Főnix Hall, Debrecen Zuschauer: 100 Schiedsrichter: Mata, Bustamante |
| 5. Juli 2018 18:00 Uhr | Strafen: 3× 4×         | Spielbericht | Strafen: 3× 1×         | Főnix Hall, Debrecen Zuschauer: 100 Schiedsrichter: Mata, Bustamante |

| 5. Juli 2018 20:00 Uhr | Brasilien                     | 15:16        | Portugal               | Főnix Hall, Debrecen Zuschauer: 70 Schiedsrichter: Almawt, Almahroon |
| 5. Juli 2018 20:00 Uhr | meiste Tore: 4 Spielerinnen 3 | (11:12)      | meiste Tore: Resende 7 | Főnix Hall, Debrecen Zuschauer: 70 Schiedsrichter: Almawt, Almahroon |
| 5. Juli 2018 20:00 Uhr | Strafen: 2× 6×                | Spielbericht | Strafen: 2× 1×         | Főnix Hall, Debrecen Zuschauer: 70 Schiedsrichter: Almawt, Almahroon |

| 7. Juli 2018 13:30 Uhr | Montenegro                    | 17:27        | Ungarn                         | Főnix Hall, Debrecen Zuschauer: 3.000 Schiedsrichter: Năstase, Stancu |
| 7. Juli 2018 13:30 Uhr | meiste Tore: 3 Spielerinnen 3 | (7:13)       | meiste Tore: Klujber, Tóvizi 5 | Főnix Hall, Debrecen Zuschauer: 3.000 Schiedsrichter: Năstase, Stancu |
| 7. Juli 2018 13:30 Uhr | Strafen: 2× 3×                | Spielbericht | Strafen: 1× 2×                 | Főnix Hall, Debrecen Zuschauer: 3.000 Schiedsrichter: Năstase, Stancu |

| 7. Juli 2018 15:30 Uhr | Norwegen                | 34:22        | Portugal                | Főnix Hall, Debrecen Zuschauer: 200 Schiedsrichter: Honda, Tabuchi |
| 7. Juli 2018 15:30 Uhr | meiste Tore: Jacobsen 8 | (15:10)      | meiste Tore: Minciuna 8 | Főnix Hall, Debrecen Zuschauer: 200 Schiedsrichter: Honda, Tabuchi |
| 7. Juli 2018 15:30 Uhr | Strafen: 1× 2×          | Spielbericht | Strafen: 2×             | Főnix Hall, Debrecen Zuschauer: 200 Schiedsrichter: Honda, Tabuchi |

| 8. Juli 2018 18:00 Uhr | Ungarn                  | 35:27        | Norwegen            | Főnix Hall, Debrecen Zuschauer: 4.000 Schiedsrichter: Sosagordalina, Lemesmartinez |
| 8. Juli 2018 18:00 Uhr | meiste Tore: Klujber 10 | (20:13)      | meiste Tore: Dahl 9 | Főnix Hall, Debrecen Zuschauer: 4.000 Schiedsrichter: Sosagordalina, Lemesmartinez |
| 8. Juli 2018 18:00 Uhr | Strafen: 2× 1×          | Spielbericht | Strafen: 1× 4×      | Főnix Hall, Debrecen Zuschauer: 4.000 Schiedsrichter: Sosagordalina, Lemesmartinez |

| 8. Juli 2018 20:00 Uhr | Montenegro               | 16:20        | Brasilien                 | Főnix Hall, Debrecen Zuschauer: 100 Schiedsrichter: Almawt, Almahroon |
| 8. Juli 2018 20:00 Uhr | meiste Tore: Šaranović 4 | (8:13)       | meiste Tore: dos Santos 6 | Főnix Hall, Debrecen Zuschauer: 100 Schiedsrichter: Almawt, Almahroon |
| 8. Juli 2018 20:00 Uhr | Strafen: 3× 4×           | Spielbericht | Strafen: 2×               | Főnix Hall, Debrecen Zuschauer: 100 Schiedsrichter: Almawt, Almahroon |

### Gruppe B
| Pl. | Land      | Sp. | S | U | N | Tore      | Diff. | Punkte |
| --- | --------- | --- | - | - | - | --------- | ----- | ------ |
| 1.  | Russland  | 5   | 5 | 0 | 0 | 0153:880  | +65   | 10     |
| 2.  | Südkorea  | 5   | 3 | 1 | 1 | 0140:1270 | +13   | 7      |
| 3.  | Island    | 5   | 3 | 1 | 1 | 0125:1250 | ±0    | 7      |
| 4.  | Slowenien | 5   | 2 | 0 | 3 | 0133:1190 | +14   | 4      |
| 5.  | Chile     | 5   | 1 | 0 | 4 | 0109:1450 | −36   | 2      |
| 6.  | China     | 5   | 0 | 0 | 5 | 0112:1680 | −56   | 0      |

| 2. Juli 2018 16:00 Uhr | Russland                 | 35:16        | China               | Főnix Hall, Debrecen Zuschauer: 100 Schiedsrichter: Merz, Schilha |
| 2. Juli 2018 16:00 Uhr | meiste Tore: Koroljowa 7 | (15:3)       | meiste Tore: Zhou 6 | Főnix Hall, Debrecen Zuschauer: 100 Schiedsrichter: Merz, Schilha |
| 2. Juli 2018 16:00 Uhr | Strafen: 3× 2×           | Spielbericht | Strafen: 2× 4×      | Főnix Hall, Debrecen Zuschauer: 100 Schiedsrichter: Merz, Schilha |

| 2. Juli 2018 18:00 Uhr | Südkorea            | 29:29        | Island                  | Főnix Hall, Debrecen Zuschauer: 80 Schiedsrichter: Năstase, Stancu |
| 2. Juli 2018 18:00 Uhr | meiste Tore: Moon 8 | (16:12)      | meiste Tore: Thompson 7 | Főnix Hall, Debrecen Zuschauer: 80 Schiedsrichter: Năstase, Stancu |
| 2. Juli 2018 18:00 Uhr | Strafen: 3× 4×      | Spielbericht | Strafen: 3× 4×          | Főnix Hall, Debrecen Zuschauer: 80 Schiedsrichter: Năstase, Stancu |

| 2. Juli 2018 20:00 Uhr | Slowenien              | 33:20        | Chile                | Főnix Hall, Debrecen Zuschauer: 40 Schiedsrichter: Kulik, Nabokau |
| 2. Juli 2018 20:00 Uhr | meiste Tore: Vončina 5 | (16:8)       | meiste Tore: Gomez 5 | Főnix Hall, Debrecen Zuschauer: 40 Schiedsrichter: Kulik, Nabokau |
| 2. Juli 2018 20:00 Uhr | Strafen: 3× 2×         | Spielbericht | Strafen: 1×          | Főnix Hall, Debrecen Zuschauer: 40 Schiedsrichter: Kulik, Nabokau |

| 3. Juli 2018 16:00 Uhr | China               | 29:38        | Südkorea             | Főnix Hall, Debrecen Zuschauer: 150 Schiedsrichter: Abid, Chaouch |
| 3. Juli 2018 16:00 Uhr | meiste Tore: Zhou 7 | (10:19)      | meiste Tore: Shin 11 | Főnix Hall, Debrecen Zuschauer: 150 Schiedsrichter: Abid, Chaouch |
| 3. Juli 2018 16:00 Uhr | Strafen: 4×         | Spielbericht | Strafen: 2× 3×       | Főnix Hall, Debrecen Zuschauer: 150 Schiedsrichter: Abid, Chaouch |

| 3. Juli 2018 18:00 Uhr | Chile                        | 19:32        | Russland                        | Főnix Hall, Debrecen Zuschauer: 150 Schiedsrichter: Honda, Tabuchi |
| 3. Juli 2018 18:00 Uhr | meiste Tore: Moreno, Gomez 5 | (12:17)      | meiste Tore: Michailitschenko 6 | Főnix Hall, Debrecen Zuschauer: 150 Schiedsrichter: Honda, Tabuchi |
| 3. Juli 2018 18:00 Uhr | Strafen: 1×                  | Spielbericht | Strafen: 2× 3×                  | Főnix Hall, Debrecen Zuschauer: 150 Schiedsrichter: Honda, Tabuchi |

| 3. Juli 2018 20:00 Uhr | Island                  | 24:22        | Slowenien             | Főnix Hall, Debrecen Zuschauer: 151 Schiedsrichter: Merz, Schilha |
| 3. Juli 2018 20:00 Uhr | meiste Tore: Thompson 9 | (14:11)      | meiste Tore: Strnad 7 | Főnix Hall, Debrecen Zuschauer: 151 Schiedsrichter: Merz, Schilha |
| 3. Juli 2018 20:00 Uhr | Strafen: 1×             | Spielbericht | Strafen: 3×           | Főnix Hall, Debrecen Zuschauer: 151 Schiedsrichter: Merz, Schilha |

| 5. Juli 2018 10:00 Uhr | Russland               | 32:14        | Island                                        | Főnix Hall, Debrecen Zuschauer: 100 Schiedsrichter: Emam, Hedaia |
| 5. Juli 2018 10:00 Uhr | meiste Tore: Maslowa 6 | (15:6)       | meiste Tore: Valdimarsdóttir, Erlingsdóttir 3 | Főnix Hall, Debrecen Zuschauer: 100 Schiedsrichter: Emam, Hedaia |
| 5. Juli 2018 10:00 Uhr | Strafen: 3× 2×         | Spielbericht | Strafen: 3×                                   | Főnix Hall, Debrecen Zuschauer: 100 Schiedsrichter: Emam, Hedaia |

| 5. Juli 2018 12:00 Uhr | Südkorea            | 24:21        | Slowenien              | Főnix Hall, Debrecen Zuschauer: 100 Schiedsrichter: Abid, Chaouch |
| 5. Juli 2018 12:00 Uhr | meiste Tore: Shin 7 | (15:11)      | meiste Tore: Vončina 4 | Főnix Hall, Debrecen Zuschauer: 100 Schiedsrichter: Abid, Chaouch |
| 5. Juli 2018 12:00 Uhr | Strafen: 2× 3×      | Spielbericht | Strafen: 2×            | Főnix Hall, Debrecen Zuschauer: 100 Schiedsrichter: Abid, Chaouch |

| 5. Juli 2018 14:00 Uhr | China               | 23:27        | Chile                | Főnix Hall, Debrecen Zuschauer: 70 Schiedsrichter: Hussein, Imran |
| 5. Juli 2018 14:00 Uhr | meiste Tore: Zhou 6 | (17:12)      | meiste Tore: Gomez 9 | Főnix Hall, Debrecen Zuschauer: 70 Schiedsrichter: Hussein, Imran |
| 5. Juli 2018 14:00 Uhr | Strafen: 3×         | Spielbericht | Strafen: 3× 1×       | Főnix Hall, Debrecen Zuschauer: 70 Schiedsrichter: Hussein, Imran |

| 6. Juli 2017 16:00 Uhr | Südkorea            | 34:21        | Chile                  | Főnix Hall, Debrecen Zuschauer: 70 Schiedsrichter: Merz, Schilha |
| 6. Juli 2017 16:00 Uhr | meiste Tore: Shin 8 | (16:10)      | meiste Tore: Ramírez 3 | Főnix Hall, Debrecen Zuschauer: 70 Schiedsrichter: Merz, Schilha |
| 6. Juli 2017 16:00 Uhr | Strafen: 3×         | Spielbericht | Strafen: 1× 4×         | Főnix Hall, Debrecen Zuschauer: 70 Schiedsrichter: Merz, Schilha |

| 6. Juli 2018 18:00 Uhr | Slowenien             | 24:27        | Russland                        | Főnix Hall, Debrecen Zuschauer: 80 Schiedsrichter: Antić, Jakovljević |
| 6. Juli 2018 18:00 Uhr | meiste Tore: Lovšin 7 | (10:11)      | meiste Tore: Michailitschenko 5 | Főnix Hall, Debrecen Zuschauer: 80 Schiedsrichter: Antić, Jakovljević |
| 6. Juli 2018 18:00 Uhr | Strafen: 2× 5×        | Spielbericht | Strafen: 3× 5×                  | Főnix Hall, Debrecen Zuschauer: 80 Schiedsrichter: Antić, Jakovljević |

| 6. Juli 2018 20:00 Uhr | Island                        | 35:20        | China               | Főnix Hall, Debrecen Zuschauer: 60 Schiedsrichter: Almawt, Almahroon |
| 6. Juli 2018 20:00 Uhr | meiste Tore: Erlingsdóttir 10 | (18:9)       | meiste Tore: Wang 4 | Főnix Hall, Debrecen Zuschauer: 60 Schiedsrichter: Almawt, Almahroon |
| 6. Juli 2018 20:00 Uhr | Strafen: 3×                   | Spielbericht | Strafen: 2×         | Főnix Hall, Debrecen Zuschauer: 60 Schiedsrichter: Almawt, Almahroon |

| 8. Juli 2018 10:00 Uhr | Chile                | 22:23        | Island                  | Főnix Hall, Debrecen Zuschauer: 90 Schiedsrichter: Abid, Chaouch |
| 8. Juli 2018 10:00 Uhr | meiste Tore: Gomez 6 | (11:11)      | meiste Tore: Thompson 7 | Főnix Hall, Debrecen Zuschauer: 90 Schiedsrichter: Abid, Chaouch |
| 8. Juli 2018 10:00 Uhr | Strafen: 1× 3×       | Spielbericht | Strafen: 2× 6×          | Főnix Hall, Debrecen Zuschauer: 90 Schiedsrichter: Abid, Chaouch |

| 8. Juli 2018 12:00 Uhr | Slowenien             | 33:24        | China               | Főnix Hall, Debrecen Zuschauer: 100 Schiedsrichter: Ünlü, Şimşek |
| 8. Juli 2018 12:00 Uhr | meiste Tore: Lovšin 6 | (17:9)       | meiste Tore: Zhou 7 | Főnix Hall, Debrecen Zuschauer: 100 Schiedsrichter: Ünlü, Şimşek |
| 8. Juli 2018 12:00 Uhr | Strafen: 1× 2×        | Spielbericht | Strafen: 2× 3×      | Főnix Hall, Debrecen Zuschauer: 100 Schiedsrichter: Ünlü, Şimşek |

| 8. Juli 2018 14:00 Uhr | Russland               | 27:15        | Südkorea            | Főnix Hall, Debrecen Zuschauer: 200 Schiedsrichter: Mata, Bustamante |
| 8. Juli 2018 14:00 Uhr | meiste Tore: Maslowa 7 | (14:10)      | meiste Tore: Song 5 | Főnix Hall, Debrecen Zuschauer: 200 Schiedsrichter: Mata, Bustamante |
| 8. Juli 2018 14:00 Uhr | Strafen: 3× 2×         | Spielbericht | Strafen: 2× 3×      | Főnix Hall, Debrecen Zuschauer: 200 Schiedsrichter: Mata, Bustamante |

### Gruppe C
| Pl. | Land        | Sp. | S | U | N | Tore      | Diff. | Punkte |
| --- | ----------- | --- | - | - | - | --------- | ----- | ------ |
| 1.  | Dänemark    | 5   | 5 | 0 | 0 | 0162:1130 | +49   | 10     |
| 2.  | Niederlande | 5   | 3 | 1 | 1 | 0171:1320 | +39   | 7      |
| 3.  | Rumänien    | 5   | 3 | 0 | 2 | 0149:1480 | +1    | 6      |
| 4.  | Japan       | 5   | 2 | 1 | 2 | 0152:1440 | +8    | 5      |
| 5.  | Angola      | 5   | 1 | 0 | 4 | 0119:1440 | −25   | 2      |
| 6.  | Paraguay    | 5   | 0 | 0 | 5 | 0120:1920 | −72   | 0      |

| 2. Juli 2018 10:00 Uhr | Dänemark             | 25:20        | Angola                | Hódos Imre Sportcsarnok, Debrecen Schiedsrichter: Magalhães, Rocha |
| 2. Juli 2018 10:00 Uhr | meiste Tore: Friis 7 | (14:10)      | meiste Tore: Paulo 14 | Hódos Imre Sportcsarnok, Debrecen Schiedsrichter: Magalhães, Rocha |
| 2. Juli 2018 10:00 Uhr | Strafen: 3×          | Spielbericht | Strafen: 1× 5×        | Hódos Imre Sportcsarnok, Debrecen Schiedsrichter: Magalhães, Rocha |

| 2. Juli 2018 12:00 Uhr | Niederlande             | 47:25        | Paraguay                 | Hódos Imre Sportcsarnok, Debrecen Schiedsrichter: Kisselew, Kijaschko |
| 2. Juli 2018 12:00 Uhr | meiste Tore: Housheer 9 | (25:15)      | meiste Tore: Fernández 7 | Hódos Imre Sportcsarnok, Debrecen Schiedsrichter: Kisselew, Kijaschko |
| 2. Juli 2018 12:00 Uhr | Strafen: 2× 7×          | Spielbericht | Strafen: 1× 3×           | Hódos Imre Sportcsarnok, Debrecen Schiedsrichter: Kisselew, Kijaschko |

| 2. Juli 2018 14:00 Uhr | Rumänien                    | 32:30        | Japan                    | Hódos Imre Sportcsarnok, Debrecen Zuschauer: 315 Schiedsrichter: Belkhir, Hamidi |
| 2. Juli 2018 14:00 Uhr | meiste Tore: Petruș, Popa 8 | (15:17)      | meiste Tore: Yoshidome 7 | Hódos Imre Sportcsarnok, Debrecen Zuschauer: 315 Schiedsrichter: Belkhir, Hamidi |
| 2. Juli 2018 14:00 Uhr | Strafen: 4× 2×              | Spielbericht | Strafen: 2× 4×           | Hódos Imre Sportcsarnok, Debrecen Zuschauer: 315 Schiedsrichter: Belkhir, Hamidi |

| 4. Juli 2018 16:00 Uhr | Paraguay               | 25:41        | Rumänien                | Hódos Imre Sportcsarnok, Debrecen Zuschauer: 50 Schiedsrichter: Ünlü, Şimşek |
| 4. Juli 2018 16:00 Uhr | meiste Tore: Insfrán 7 | (13:16)      | meiste Tore: Berbece 10 | Hódos Imre Sportcsarnok, Debrecen Zuschauer: 50 Schiedsrichter: Ünlü, Şimşek |
| 4. Juli 2018 16:00 Uhr | Strafen: 3× 8×         | Spielbericht | Strafen: 2× 1×          | Hódos Imre Sportcsarnok, Debrecen Zuschauer: 50 Schiedsrichter: Ünlü, Şimşek |

| 4. Juli 2018 18:00 Uhr | Japan                 | 23:33        | Dänemark                 | Hódos Imre Sportcsarnok, Debrecen Zuschauer: 200 Schiedsrichter: Mata, Bustamante |
| 4. Juli 2018 18:00 Uhr | meiste Tore: Aizawa 5 | (9:17)       | meiste Tore: Hylleberg 6 | Hódos Imre Sportcsarnok, Debrecen Zuschauer: 200 Schiedsrichter: Mata, Bustamante |
| 4. Juli 2018 18:00 Uhr | Strafen: 2× 1×        | Spielbericht | Strafen: 2× 1×           | Hódos Imre Sportcsarnok, Debrecen Zuschauer: 200 Schiedsrichter: Mata, Bustamante |

| 4. Juli 2018 20:00 Uhr | Angola                | 21:37        | Niederlande              | Hódos Imre Sportcsarnok, Debrecen Zuschauer: 232 Schiedsrichter: Kulik, Nabokau |
| 4. Juli 2018 20:00 Uhr | meiste Tore: Paulo 11 | (10:19)      | meiste Tore: Housheer 10 | Hódos Imre Sportcsarnok, Debrecen Zuschauer: 232 Schiedsrichter: Kulik, Nabokau |
| 4. Juli 2018 20:00 Uhr | Strafen: 1× 4×        | Spielbericht | Strafen: 3× 4×           | Hódos Imre Sportcsarnok, Debrecen Zuschauer: 232 Schiedsrichter: Kulik, Nabokau |

| 5. Juli 2018 16:00 Uhr | Dänemark                 | 37:23        | Paraguay               | Hódos Imre Sportcsarnok, Debrecen Zuschauer: 220 Schiedsrichter: Cheng, Zhou |
| 5. Juli 2018 16:00 Uhr | meiste Tore: Lundgreen 7 | (19:11)      | meiste Tore: Insfrán 9 | Hódos Imre Sportcsarnok, Debrecen Zuschauer: 220 Schiedsrichter: Cheng, Zhou |
| 5. Juli 2018 16:00 Uhr | Strafen: 3× 4×           | Spielbericht | Strafen: 2× 3×         | Hódos Imre Sportcsarnok, Debrecen Zuschauer: 220 Schiedsrichter: Cheng, Zhou |

| 5. Juli 2018 18:00 Uhr | Niederlande              | 29:27        | Rumänien             | Hódos Imre Sportcsarnok, Debrecen Zuschauer: 135 Schiedsrichter: Magalhães, Rocha |
| 5. Juli 2018 18:00 Uhr | meiste Tore: Housheer 12 | (12:14)      | meiste Tore: Tîrcă 9 | Hódos Imre Sportcsarnok, Debrecen Zuschauer: 135 Schiedsrichter: Magalhães, Rocha |
| 5. Juli 2018 18:00 Uhr | Strafen: 2× 9×           | Spielbericht | Strafen: 2× 7×       | Hódos Imre Sportcsarnok, Debrecen Zuschauer: 135 Schiedsrichter: Magalhães, Rocha |

| 5. Juli 2018 20:00 Uhr | Angola                | 25:29        | Japan                   | Hódos Imre Sportcsarnok, Debrecen Zuschauer: 100 Schiedsrichter: Ünlü, Şimşek |
| 5. Juli 2018 20:00 Uhr | meiste Tore: Paulo 11 | (12:17)      | meiste Tore: Nakayama 7 | Hódos Imre Sportcsarnok, Debrecen Zuschauer: 100 Schiedsrichter: Ünlü, Şimşek |
| 5. Juli 2018 20:00 Uhr | Strafen: 2× 5×        | Spielbericht | Strafen: 2× 6×          | Hódos Imre Sportcsarnok, Debrecen Zuschauer: 100 Schiedsrichter: Ünlü, Şimşek |

| 7. Juli 2018 13:30 Uhr | Niederlande             | 34:34        | Japan                    | Hódos Imre Sportcsarnok, Debrecen Zuschauer: 150 Schiedsrichter: Emam, Hedaia |
| 7. Juli 2018 13:30 Uhr | meiste Tore: Oostveen 9 | (14:17)      | meiste Tore: Nakayama 14 | Hódos Imre Sportcsarnok, Debrecen Zuschauer: 150 Schiedsrichter: Emam, Hedaia |
| 7. Juli 2018 13:30 Uhr | Strafen: 2× 4×          | Spielbericht | Strafen: 1× 2×           | Hódos Imre Sportcsarnok, Debrecen Zuschauer: 150 Schiedsrichter: Emam, Hedaia |

| 7. Juli 2018 15:30 Uhr | Rumänien               | 23:42        | Dänemark                 | Hódos Imre Sportcsarnok, Debrecen Zuschauer: 200 Schiedsrichter: Sosagordalina, Lemesmartinez |
| 7. Juli 2018 15:30 Uhr | meiste Tore: Popescu 7 | (8:20)       | meiste Tore: Lundgreen 8 | Hódos Imre Sportcsarnok, Debrecen Zuschauer: 200 Schiedsrichter: Sosagordalina, Lemesmartinez |
| 7. Juli 2018 15:30 Uhr | Strafen: 2× 3× 2×      | Spielbericht | Strafen: 2× 5×           | Hódos Imre Sportcsarnok, Debrecen Zuschauer: 200 Schiedsrichter: Sosagordalina, Lemesmartinez |

| 7. Juli 2018 17:30 Uhr | Paraguay               | 27:31        | Angola                | Hódos Imre Sportcsarnok, Debrecen Zuschauer: 120 Schiedsrichter: Hussein, Imran |
| 7. Juli 2018 17:30 Uhr | meiste Tore: Insfrán 8 | (14:18)      | meiste Tore: Paulo 11 | Hódos Imre Sportcsarnok, Debrecen Zuschauer: 120 Schiedsrichter: Hussein, Imran |
| 7. Juli 2018 17:30 Uhr | Strafen: 2× 3×         | Spielbericht | Strafen: 1× 6×        | Hódos Imre Sportcsarnok, Debrecen Zuschauer: 120 Schiedsrichter: Hussein, Imran |

| 8. Juli 2018 16:00 Uhr | Japan                 | 36:20        | Paraguay                 | Hódos Imre Sportcsarnok, Debrecen Zuschauer: 250 Schiedsrichter: Hussein, Imran |
| 8. Juli 2018 16:00 Uhr | meiste Tore: Aizawa 7 | (19:13)      | meiste Tore: Fernández 8 | Hódos Imre Sportcsarnok, Debrecen Zuschauer: 250 Schiedsrichter: Hussein, Imran |
| 8. Juli 2018 16:00 Uhr | Strafen: 2× 3×        | Spielbericht | Strafen: 1× 4×           | Hódos Imre Sportcsarnok, Debrecen Zuschauer: 250 Schiedsrichter: Hussein, Imran |

| 8. Juli 2018 18:00 Uhr | Rumänien             | 26:22        | Angola               | Hódos Imre Sportcsarnok, Debrecen Zuschauer: 100 Schiedsrichter: Cheng, Zhou |
| 8. Juli 2018 18:00 Uhr | meiste Tore: Tîrcă 8 | (12:9)       | meiste Tore: Paulo 9 | Hódos Imre Sportcsarnok, Debrecen Zuschauer: 100 Schiedsrichter: Cheng, Zhou |
| 8. Juli 2018 18:00 Uhr | Strafen: 3× 2×       | Spielbericht | Strafen: 1× 4×       | Hódos Imre Sportcsarnok, Debrecen Zuschauer: 100 Schiedsrichter: Cheng, Zhou |

| 8. Juli 2018 20:00 Uhr | Dänemark                 | 25:24        | Niederlande             | Hódos Imre Sportcsarnok, Debrecen Zuschauer: 1.200 Schiedsrichter: Merz, Schilha |
| 8. Juli 2018 20:00 Uhr | meiste Tore: Lundgreen 5 | (14:15)      | meiste Tore: Housheer 8 | Hódos Imre Sportcsarnok, Debrecen Zuschauer: 1.200 Schiedsrichter: Merz, Schilha |
| 8. Juli 2018 20:00 Uhr | Strafen: 1× 3×           | Spielbericht | Strafen: 1× 5×          | Hódos Imre Sportcsarnok, Debrecen Zuschauer: 1.200 Schiedsrichter: Merz, Schilha |

### Gruppe D
| Pl. | Land        | Sp. | S | U | N | Tore      | Diff. | Punkte |
| --- | ----------- | --- | - | - | - | --------- | ----- | ------ |
| 1.  | Frankreich  | 5   | 5 | 0 | 0 | 0129:980  | +31   | 10     |
| 2.  | Kroatien    | 5   | 3 | 0 | 2 | 0109:1010 | +8    | 6      |
| 3.  | Schweden    | 5   | 3 | 0 | 2 | 0116:950  | +21   | 6      |
| 4.  | Deutschland | 5   | 2 | 0 | 3 | 0144:1100 | +34   | 4      |
| 5.  | Spanien     | 5   | 2 | 0 | 3 | 0130:1220 | +8    | 4      |
| 6.  | Ägypten     | 5   | 0 | 0 | 5 | 088:1900  | −102  | 0      |

| 2. Juli 2018 16:00 Uhr | Frankreich                   | 19:16        | Kroatien                | Hódos Imre Sportcsarnok, Debrecen Zuschauer: 300 Schiedsrichter: Antić, Jakovljević |
| 2. Juli 2018 16:00 Uhr | meiste Tore: Nocandy, Ekoh 4 | (7:7)        | meiste Tore: Japundža 5 | Hódos Imre Sportcsarnok, Debrecen Zuschauer: 300 Schiedsrichter: Antić, Jakovljević |
| 2. Juli 2018 16:00 Uhr | Strafen: 2× 3×               | Spielbericht | Strafen: 2× 6×          | Hódos Imre Sportcsarnok, Debrecen Zuschauer: 300 Schiedsrichter: Antić, Jakovljević |

| 2. Juli 2018 18:00 Uhr | Deutschland                   | 18:19        | Schweden                       | Hódos Imre Sportcsarnok, Debrecen Zuschauer: 200 Schiedsrichter: Sosagordalina, Lemesmartinez |
| 2. Juli 2018 18:00 Uhr | meiste Tore: Zschocke, Antl 5 | (10:12)      | meiste Tore: Scheuer Larsson 6 | Hódos Imre Sportcsarnok, Debrecen Zuschauer: 200 Schiedsrichter: Sosagordalina, Lemesmartinez |
| 2. Juli 2018 18:00 Uhr | Strafen: 2× 5×                | Spielbericht | Strafen: 3× 6×                 | Hódos Imre Sportcsarnok, Debrecen Zuschauer: 200 Schiedsrichter: Sosagordalina, Lemesmartinez |

| 2. Juli 2018 20:00 Uhr | Spanien                       | 39:20        | Ägypten               | Hódos Imre Sportcsarnok, Debrecen Zuschauer: 200 Schiedsrichter: Almawt, Almahroon |
| 2. Juli 2018 20:00 Uhr | meiste Tore: 3 Spielerinnen 5 | (18:7)       | meiste Tore: Wazery 7 | Hódos Imre Sportcsarnok, Debrecen Zuschauer: 200 Schiedsrichter: Almawt, Almahroon |
| 2. Juli 2018 20:00 Uhr | Strafen: 3×                   | Spielbericht | Strafen: 1× 7×        | Hódos Imre Sportcsarnok, Debrecen Zuschauer: 200 Schiedsrichter: Almawt, Almahroon |

| 3. Juli 2018 16:00 Uhr | Kroatien             | 25:24        | Deutschland                    | Hódos Imre Sportcsarnok, Debrecen Zuschauer: 380 Schiedsrichter: Belkhir, Hamidi |
| 3. Juli 2018 16:00 Uhr | meiste Tore: Lukić 8 | (16:14)      | meiste Tore: Berger, Maidhof 6 | Hódos Imre Sportcsarnok, Debrecen Zuschauer: 380 Schiedsrichter: Belkhir, Hamidi |
| 3. Juli 2018 16:00 Uhr | Strafen: 3× 7×       | Spielbericht | Strafen: 2× 7×                 | Hódos Imre Sportcsarnok, Debrecen Zuschauer: 380 Schiedsrichter: Belkhir, Hamidi |

| 3. Juli 2018 18:00 Uhr | Ägypten               | 18:37        | Frankreich           | Hódos Imre Sportcsarnok, Debrecen Zuschauer: 100 Schiedsrichter: Năstase, Stancu |
| 3. Juli 2018 18:00 Uhr | meiste Tore: Husein 5 | (9:16)       | meiste Tore: Mauny 8 | Hódos Imre Sportcsarnok, Debrecen Zuschauer: 100 Schiedsrichter: Năstase, Stancu |
| 3. Juli 2018 18:00 Uhr | Strafen: 6×           | Spielbericht | Strafen: 3× 4×       | Hódos Imre Sportcsarnok, Debrecen Zuschauer: 100 Schiedsrichter: Năstase, Stancu |

| 3. Juli 2018 20:00 Uhr | Schweden               | 31:24        | Spanien                       | Hódos Imre Sportcsarnok, Debrecen Zuschauer: 200 Schiedsrichter: Kisselew, Kijaschko |
| 3. Juli 2018 20:00 Uhr | meiste Tore: Larsson 7 | (18:17)      | meiste Tore: 4 Spielerinnen 4 | Hódos Imre Sportcsarnok, Debrecen Zuschauer: 200 Schiedsrichter: Kisselew, Kijaschko |
| 3. Juli 2018 20:00 Uhr | Strafen: 2×            | Spielbericht | Strafen: 3× 1×                | Hódos Imre Sportcsarnok, Debrecen Zuschauer: 200 Schiedsrichter: Kisselew, Kijaschko |

| 5. Juli 2018 10:00 Uhr | Frankreich                    | 19:15        | Schweden                              | Hódos Imre Sportcsarnok, Debrecen Zuschauer: 110 Schiedsrichter: Belkhir, Hamidi |
| 5. Juli 2018 10:00 Uhr | meiste Tore: Mauny, Blonbou 4 | (6:5)        | meiste Tore: Lerby, Thorleifsdóttir 3 | Hódos Imre Sportcsarnok, Debrecen Zuschauer: 110 Schiedsrichter: Belkhir, Hamidi |
| 5. Juli 2018 10:00 Uhr | Strafen: 3× 5×                | Spielbericht | Strafen: 2× 3×                        | Hódos Imre Sportcsarnok, Debrecen Zuschauer: 110 Schiedsrichter: Belkhir, Hamidi |

| 5. Juli 2018 12:00 Uhr | Deutschland            | 27:21        | Spanien                | Hódos Imre Sportcsarnok, Debrecen Zuschauer: 100 Schiedsrichter: Antić, Jakovljević |
| 5. Juli 2018 12:00 Uhr | meiste Tore: Berger 10 | (13:12)      | meiste Tore: Mbengue 4 | Hódos Imre Sportcsarnok, Debrecen Zuschauer: 100 Schiedsrichter: Antić, Jakovljević |
| 5. Juli 2018 12:00 Uhr | Strafen: 1× 4× 1×      | Spielbericht | Strafen: 3× 6×         | Hódos Imre Sportcsarnok, Debrecen Zuschauer: 100 Schiedsrichter: Antić, Jakovljević |

| 5. Juli 2018 14:00 Uhr | Kroatien            | 30:19        | Ägypten               | Hódos Imre Sportcsarnok, Debrecen Zuschauer: 67 Schiedsrichter: Honda, Tabuchi |
| 5. Juli 2018 14:00 Uhr | meiste Tore: Zeba 7 | (11:14)      | meiste Tore: Waheed 6 | Hódos Imre Sportcsarnok, Debrecen Zuschauer: 67 Schiedsrichter: Honda, Tabuchi |
| 5. Juli 2018 14:00 Uhr | Strafen: 1× 6×      | Spielbericht | Strafen: 1× 4×        | Hódos Imre Sportcsarnok, Debrecen Zuschauer: 67 Schiedsrichter: Honda, Tabuchi |

| 6. Juli 2018 16:00 Uhr | Deutschland            | 51:19        | Ägypten               | Hódos Imre Sportcsarnok, Debrecen Zuschauer: 120 Schiedsrichter: Cheng, Zhou |
| 6. Juli 2018 16:00 Uhr | meiste Tore: Fischer 9 | (26:7)       | meiste Tore: Wazery 5 | Hódos Imre Sportcsarnok, Debrecen Zuschauer: 120 Schiedsrichter: Cheng, Zhou |
| 6. Juli 2018 16:00 Uhr | Strafen: 2× 6×         | Spielbericht | Strafen: 2× 1×        | Hódos Imre Sportcsarnok, Debrecen Zuschauer: 120 Schiedsrichter: Cheng, Zhou |

| 6. Juli 2018 18:00 Uhr | Spanien                 | 25:28        | Frankreich             | Hódos Imre Sportcsarnok, Debrecen Zuschauer: 350 Schiedsrichter: Kulik, Nabokau |
| 6. Juli 2018 18:00 Uhr | meiste Tore: Mbengue 10 | (15:17)      | meiste Tore: Nocandy 6 | Hódos Imre Sportcsarnok, Debrecen Zuschauer: 350 Schiedsrichter: Kulik, Nabokau |
| 6. Juli 2018 18:00 Uhr | Strafen: 2× 4×          | Spielbericht | Strafen: 2× 1×         | Hódos Imre Sportcsarnok, Debrecen Zuschauer: 350 Schiedsrichter: Kulik, Nabokau |

| 6. Juli 2018 20:00 Uhr | Schweden             | 18:22        | Kroatien                | Hódos Imre Sportcsarnok, Debrecen Zuschauer: 180 Schiedsrichter: Magalhães, Rocha |
| 6. Juli 2018 20:00 Uhr | meiste Tore: Lerby 5 | (12:13)      | meiste Tore: Mrazović 8 | Hódos Imre Sportcsarnok, Debrecen Zuschauer: 180 Schiedsrichter: Magalhães, Rocha |
| 6. Juli 2018 20:00 Uhr | Strafen: 1× 4×       | Spielbericht | Strafen: 1× 4×          | Hódos Imre Sportcsarnok, Debrecen Zuschauer: 180 Schiedsrichter: Magalhães, Rocha |

| 8. Juli 2018 10:00 Uhr | Ägypten                       | 12:33        | Schweden              | Hódos Imre Sportcsarnok, Debrecen Zuschauer: 100 Schiedsrichter: Honda, Tabuchi |
| 8. Juli 2018 10:00 Uhr | meiste Tore: 5 Spielerinnen 2 | (5:17)       | meiste Tore: Rosell 9 | Hódos Imre Sportcsarnok, Debrecen Zuschauer: 100 Schiedsrichter: Honda, Tabuchi |
| 8. Juli 2018 10:00 Uhr | Strafen: 1× 5×                | Spielbericht | Strafen: 2× 3×        | Hódos Imre Sportcsarnok, Debrecen Zuschauer: 100 Schiedsrichter: Honda, Tabuchi |

| 8. Juli 2018 12:00 Uhr | Spanien                | 21:16        | Kroatien                | Hódos Imre Sportcsarnok, Debrecen Zuschauer: 150 Schiedsrichter: Belkhiri, Hamidi |
| 8. Juli 2018 12:00 Uhr | meiste Tore: Mbengue 6 | (11:7)       | meiste Tore: Franušić 5 | Hódos Imre Sportcsarnok, Debrecen Zuschauer: 150 Schiedsrichter: Belkhiri, Hamidi |
| 8. Juli 2018 12:00 Uhr | Strafen: 2×            | Spielbericht | Strafen: 2× 1×          | Hódos Imre Sportcsarnok, Debrecen Zuschauer: 150 Schiedsrichter: Belkhiri, Hamidi |

| 8. Juli 2018 14:00 Uhr | Frankreich          | 26:24        | Deutschland           | Hódos Imre Sportcsarnok, Debrecen Zuschauer: 230 Schiedsrichter: Kisselew, Kijaschko |
| 8. Juli 2018 14:00 Uhr | meiste Tore: Ekoh 6 | (13:11)      | meiste Tore: Berger 5 | Hódos Imre Sportcsarnok, Debrecen Zuschauer: 230 Schiedsrichter: Kisselew, Kijaschko |
| 8. Juli 2018 14:00 Uhr | Strafen: 2× 4×      | Spielbericht | Strafen: 2×           | Hódos Imre Sportcsarnok, Debrecen Zuschauer: 230 Schiedsrichter: Kisselew, Kijaschko |

## President's Cup

### Spiele um Platz 21–23
Durch den Verzicht der Elfenbeinküste fand lediglich ein Halbfinalspiel statt. China zog automatisch in das Finale ein. Der Verlierer des Halbfinalspieles belegte den 23. Platz.
| 10. Juli 2018 09:30 Uhr | Paraguay                 | 31:23        | Ägypten                       | Hódos Imre Sportcsarnok, Debrecen Zuschauer: 75 Schiedsrichter: Abid, Chaouch |
| 10. Juli 2018 09:30 Uhr | meiste Tore: Fernández 8 | (13:12)      | meiste Tore: 3 Spielerinnen 5 | Hódos Imre Sportcsarnok, Debrecen Zuschauer: 75 Schiedsrichter: Abid, Chaouch |
| 10. Juli 2018 09:30 Uhr | Strafen: 2× 3×           | Spielbericht | Strafen: 1× 6×                | Hódos Imre Sportcsarnok, Debrecen Zuschauer: 75 Schiedsrichter: Abid, Chaouch |

#### Spiel um Platz 21
| 11. Juli 2018 11:45 Uhr | China                     | 38:35        | Paraguay                 | Hódos Imre Sportcsarnok, Debrecen Zuschauer: 50 Schiedsrichter: Ünlü, Şimşek |
| 11. Juli 2018 11:45 Uhr | meiste Tore: Zhou, Wang 9 | (19:19)      | meiste Tore: Fernández 8 | Hódos Imre Sportcsarnok, Debrecen Zuschauer: 50 Schiedsrichter: Ünlü, Şimşek |
| 11. Juli 2018 11:45 Uhr | Strafen: 3× 7×            | Spielbericht | Strafen: 2× 3×           | Hódos Imre Sportcsarnok, Debrecen Zuschauer: 50 Schiedsrichter: Ünlü, Şimşek |

### Spiele um Platz 17–20
| 10. Juli 2018 11:45 Uhr | Portugal                | 28:22        | Chile                | Főnix Hall, Debrecen Zuschauer: 50 Schiedsrichter: Kisselew, Kijaschko |
| 10. Juli 2018 11:45 Uhr | meiste Tore: Oliveira 8 | (13:11)      | meiste Tore: Gomez 5 | Főnix Hall, Debrecen Zuschauer: 50 Schiedsrichter: Kisselew, Kijaschko |
| 10. Juli 2018 11:45 Uhr | Strafen: 2×             | Spielbericht | Strafen: 2× 1×       | Főnix Hall, Debrecen Zuschauer: 50 Schiedsrichter: Kisselew, Kijaschko |

| 10. Juli 2018 11:45 Uhr | Angola                | 31:32 n. S.      | Spanien                | Hódos Imre Sportcsarnok, Debrecen Zuschauer: 100 Schiedsrichter: Magalhães, Rocha |
| 10. Juli 2018 11:45 Uhr | meiste Tore: Paulo 10 | (12:13), (27:27) | meiste Tore: Mbengue 8 | Hódos Imre Sportcsarnok, Debrecen Zuschauer: 100 Schiedsrichter: Magalhães, Rocha |
| 10. Juli 2018 11:45 Uhr | Strafen: 2×           | Spielbericht     | Strafen: 1×            | Hódos Imre Sportcsarnok, Debrecen Zuschauer: 100 Schiedsrichter: Magalhães, Rocha |

### Spiel um Platz 19
| 11. Juli 2018 09:30 Uhr | Chile                | 22:27        | Angola               | Főnix Hall, Debrecen Zuschauer: 80 Schiedsrichter: Honda, Tabuchi |
| 11. Juli 2018 09:30 Uhr | meiste Tore: Gomez 5 | (9:13)       | meiste Tore: Paulo 7 | Főnix Hall, Debrecen Zuschauer: 80 Schiedsrichter: Honda, Tabuchi |
| 11. Juli 2018 09:30 Uhr | Strafen: 1×          | Spielbericht | Strafen: 4×          | Főnix Hall, Debrecen Zuschauer: 80 Schiedsrichter: Honda, Tabuchi |

#### Spiel um Platz 17
| 11. Juli 2018 11:45 Uhr | Portugal                      | 28:32        | Spanien                | Főnix Hall, Debrecen Zuschauer: 100 Schiedsrichter: Năstase, Stancu |
| 11. Juli 2018 11:45 Uhr | meiste Tore: Resende, Sousa 6 | (13:14)      | meiste Tore: Mbengue 8 | Főnix Hall, Debrecen Zuschauer: 100 Schiedsrichter: Năstase, Stancu |
| 11. Juli 2018 11:45 Uhr | Strafen: 1× 4×                | Spielbericht | Strafen: 1× 2×         | Főnix Hall, Debrecen Zuschauer: 100 Schiedsrichter: Năstase, Stancu |

## Spiele um Platz 9–16

### Spiel um Platz 15
| 11. Juli 2018 14:00 Uhr | Slowenien                     | 25:18        | Montenegro                    | Hódos Imre Sportcsarnok, Debrecen Zuschauer: 50 Schiedsrichter: Hussein, Imran |
| 11. Juli 2018 14:00 Uhr | meiste Tore: 6 Spielerinnen 3 | (11:8)       | meiste Tore: 3 Spielerinnen 3 | Hódos Imre Sportcsarnok, Debrecen Zuschauer: 50 Schiedsrichter: Hussein, Imran |
| 11. Juli 2018 14:00 Uhr | Strafen: 2×                   | Spielbericht | Strafen: 2× 3× 1×             | Hódos Imre Sportcsarnok, Debrecen Zuschauer: 50 Schiedsrichter: Hussein, Imran |

### Spiel um Platz 13
| 11. Juli 2018 16:15 Uhr | Japan                    | 22:23        | Deutschland             | Hódos Imre Sportcsarnok, Debrecen Schiedsrichter: Magalhães, Rocha |
| 11. Juli 2018 16:15 Uhr | meiste Tore: Nakayama 11 | (14:11)      | meiste Tore: Zschocke 6 | Hódos Imre Sportcsarnok, Debrecen Schiedsrichter: Magalhães, Rocha |
| 11. Juli 2018 16:15 Uhr | Strafen: 2× 3×           | Spielbericht | Strafen: 1× 2×          | Hódos Imre Sportcsarnok, Debrecen Schiedsrichter: Magalhães, Rocha |

### Spiel um Platz 11
| 11. Juli 2018 14:00 Uhr | Brasilien                      | 21:18        | Schweden                       | Főnix Hall, Debrecen Zuschauer: 150 Schiedsrichter: Almawt, Almahroon |
| 11. Juli 2018 14:00 Uhr | meiste Tore: Mendes Nogueira 5 | (12:10)      | meiste Tore: Scheuer Larsson 5 | Főnix Hall, Debrecen Zuschauer: 150 Schiedsrichter: Almawt, Almahroon |
| 11. Juli 2018 14:00 Uhr | Strafen: 2× 3×                 | Spielbericht | Strafen: 2×                    | Főnix Hall, Debrecen Zuschauer: 150 Schiedsrichter: Almawt, Almahroon |

### Spiel um Platz 9
| 11. Juli 2018 18:30 Uhr | Kroatien                | 36:23        | Island                  | Hódos Imre Sportcsarnok, Debrecen Zuschauer: 50 Schiedsrichter: Kulik, Nabokau |
| 11. Juli 2018 18:30 Uhr | meiste Tore: Mrazović 9 | (17:11)      | meiste Tore: Jacobsen 5 | Hódos Imre Sportcsarnok, Debrecen Zuschauer: 50 Schiedsrichter: Kulik, Nabokau |
| 11. Juli 2018 18:30 Uhr | Strafen: 1×             | Spielbericht | Strafen: 2× 4×          | Hódos Imre Sportcsarnok, Debrecen Zuschauer: 50 Schiedsrichter: Kulik, Nabokau |

## Finalrunde

### Achtelfinale
| 10. Juli 2018 14:00 Uhr | Russland                      | 32:20        | Brasilien                 | Főnix Hall, Debrecen Zuschauer: 300 Schiedsrichter: Cheng, Zhou |
| 10. Juli 2018 14:00 Uhr | meiste Tore: 3 Spielerinnen 4 | (16:10)      | meiste Tore: dos Santos 5 | Főnix Hall, Debrecen Zuschauer: 300 Schiedsrichter: Cheng, Zhou |
| 10. Juli 2018 14:00 Uhr | Strafen: 2× 5×                | Spielbericht | Strafen: 2× 4×            | Főnix Hall, Debrecen Zuschauer: 300 Schiedsrichter: Cheng, Zhou |

| 10. Juli 2018 14:00 Uhr | Rumänien             | 28:25        | Kroatien                | Hódos Imre Sportcsarnok, Debrecen Zuschauer: 150 Schiedsrichter: Mata, Bustamante |
| 10. Juli 2018 14:00 Uhr | meiste Tore: Tîrcă 8 | (18:12)      | meiste Tore: Mrazović 8 | Hódos Imre Sportcsarnok, Debrecen Zuschauer: 150 Schiedsrichter: Mata, Bustamante |
| 10. Juli 2018 14:00 Uhr | Strafen: 2× 5×       | Spielbericht | Strafen: 3× 5×          | Hódos Imre Sportcsarnok, Debrecen Zuschauer: 150 Schiedsrichter: Mata, Bustamante |

| 10. Juli 2018 16:15 Uhr | Schweden                       | 22:30        | Niederlande                          | Hódos Imre Sportcsarnok, Debrecen Zuschauer: 150 Schiedsrichter: Sosagordalina, Lemesmartinez |
| 10. Juli 2018 16:15 Uhr | meiste Tore: Thorleifsdóttir 6 | (12:14)      | meiste Tore: van Wetering, Freriks 6 | Hódos Imre Sportcsarnok, Debrecen Zuschauer: 150 Schiedsrichter: Sosagordalina, Lemesmartinez |
| 10. Juli 2018 16:15 Uhr | Strafen: 3×                    | Spielbericht | Strafen: 1× 4×                       | Hódos Imre Sportcsarnok, Debrecen Zuschauer: 150 Schiedsrichter: Sosagordalina, Lemesmartinez |

| 10. Juli 2018 16:15 Uhr | Ungarn                 | 31:17        | Slowenien             | Főnix Hall, Debrecen Zuschauer: 3.200 Schiedsrichter: Merz, Schilha |
| 10. Juli 2018 16:15 Uhr | meiste Tore: Klujber 7 | (12:10)      | meiste Tore: Lovšin 8 | Főnix Hall, Debrecen Zuschauer: 3.200 Schiedsrichter: Merz, Schilha |
| 10. Juli 2018 16:15 Uhr | Strafen: 1× 3×         | Spielbericht | Strafen: 2×           | Főnix Hall, Debrecen Zuschauer: 3.200 Schiedsrichter: Merz, Schilha |

| 10. Juli 2018 18:30 Uhr | Island                   | 30:35        | Norwegen                          | Főnix Hall, Debrecen Zuschauer: 150 Schiedsrichter: Emam, Hedaia |
| 10. Juli 2018 18:30 Uhr | meiste Tore: Thompson 10 | (15:15)      | meiste Tore: Ellertsen, Reistad 7 | Főnix Hall, Debrecen Zuschauer: 150 Schiedsrichter: Emam, Hedaia |
| 10. Juli 2018 18:30 Uhr | Strafen: 3×              | Spielbericht | Strafen: 2× 4×                    | Főnix Hall, Debrecen Zuschauer: 150 Schiedsrichter: Emam, Hedaia |

| 10. Juli 2018 18:30 Uhr | Montenegro             | 23:28        | Südkorea            | Hódos Imre Sportcsarnok, Debrecen Zuschauer: 125 Schiedsrichter: Almawt, Almahroon |
| 10. Juli 2018 18:30 Uhr | meiste Tore: Đoković 8 | (11:16)      | meiste Tore: Song 7 | Hódos Imre Sportcsarnok, Debrecen Zuschauer: 125 Schiedsrichter: Almawt, Almahroon |
| 10. Juli 2018 18:30 Uhr | Strafen: 2× 1×         | Spielbericht | Strafen: 2× 4× 1×   | Hódos Imre Sportcsarnok, Debrecen Zuschauer: 125 Schiedsrichter: Almawt, Almahroon |

| 10. Juli 2018 20:45 Uhr | Frankreich             | 29:25        | Japan                   | Főnix Hall, Debrecen Zuschauer: 95 Schiedsrichter: Năstase, Stancu |
| 10. Juli 2018 20:45 Uhr | meiste Tore: Blonbou 8 | (14:13)      | meiste Tore: Nakayama 9 | Főnix Hall, Debrecen Zuschauer: 95 Schiedsrichter: Năstase, Stancu |
| 10. Juli 2018 20:45 Uhr | Strafen: 2× 4×         | Spielbericht | Strafen: 1×             | Főnix Hall, Debrecen Zuschauer: 95 Schiedsrichter: Năstase, Stancu |

| 10. Juli 2018 20:45 Uhr | Dänemark             | 25:24        | Deutschland             | Hódos Imre Sportcsarnok, Debrecen Zuschauer: 300 Schiedsrichter: Antić, Jakovljević |
| 10. Juli 2018 20:45 Uhr | meiste Tore: Friis 9 | (9:12)       | meiste Tore: Zschocke 8 | Hódos Imre Sportcsarnok, Debrecen Zuschauer: 300 Schiedsrichter: Antić, Jakovljević |
| 10. Juli 2018 20:45 Uhr | Strafen: 2× 4×       | Spielbericht | Strafen: 1× 4×          | Hódos Imre Sportcsarnok, Debrecen Zuschauer: 300 Schiedsrichter: Antić, Jakovljević |

### Viertelfinale
| 11. Juli 2018 16:15 Uhr | Rumänien                      | 26:31        | Ungarn                        | Főnix Hall, Debrecen Zuschauer: 4.000 Schiedsrichter: Sosagordalina, Lemesmartinez |
| 11. Juli 2018 16:15 Uhr | meiste Tore: 3 Spielerinnen 7 | (17:14)      | meiste Tore: 3 Spielerinnen 6 | Főnix Hall, Debrecen Zuschauer: 4.000 Schiedsrichter: Sosagordalina, Lemesmartinez |
| 11. Juli 2018 16:15 Uhr | Strafen: 6×                   | Spielbericht | Strafen: 2× 4×                | Főnix Hall, Debrecen Zuschauer: 4.000 Schiedsrichter: Sosagordalina, Lemesmartinez |

| 11. Juli 2018 18:30 Uhr | Russland                  | 28:26        | Niederlande                 | Főnix Hall, Debrecen Zuschauer: 450 Schiedsrichter: Belkhiri, Hamidi |
| 11. Juli 2018 18:30 Uhr | meiste Tore: Taschenowa 9 | (14:14)      | meiste Tore: van Wetering 7 | Főnix Hall, Debrecen Zuschauer: 450 Schiedsrichter: Belkhiri, Hamidi |
| 11. Juli 2018 18:30 Uhr | Strafen: 2× 6×            | Spielbericht | Strafen: 2× 6×              | Főnix Hall, Debrecen Zuschauer: 450 Schiedsrichter: Belkhiri, Hamidi |

| 11. Juli 2018 20:45 Uhr | Norwegen               | 27:26 n. V.      | Frankreich          | Főnix Hall, Debrecen Zuschauer: 221 Schiedsrichter: Antić, Jakovljević |
| 11. Juli 2018 20:45 Uhr | meiste Tore: Reistad 7 | (11:13), (24:24) | meiste Tore: Ekoh 8 | Főnix Hall, Debrecen Zuschauer: 221 Schiedsrichter: Antić, Jakovljević |
| 11. Juli 2018 20:45 Uhr | Strafen: 2× 3×         | Spielbericht     | Strafen: 1× 2×      | Főnix Hall, Debrecen Zuschauer: 221 Schiedsrichter: Antić, Jakovljević |

| 11. Juli 2018 20:45 Uhr | Südkorea            | 24:16        | Dänemark             | Hódos Imre Sportcsarnok, Debrecen Zuschauer: 300 Schiedsrichter: Mata, Bustamante |
| 11. Juli 2018 20:45 Uhr | meiste Tore: Song 9 | (11:7)       | meiste Tore: Friis 5 | Hódos Imre Sportcsarnok, Debrecen Zuschauer: 300 Schiedsrichter: Mata, Bustamante |
| 11. Juli 2018 20:45 Uhr | Strafen: 2× 1×      | Spielbericht | Strafen: 4×          | Hódos Imre Sportcsarnok, Debrecen Zuschauer: 300 Schiedsrichter: Mata, Bustamante |

### Spiele um Platz 5–8
| 13. Juli 2018 12:30 Uhr | Niederlande                  | 29:23        | Frankreich             | Főnix Hall, Debrecen Zuschauer: 150 Schiedsrichter: Kulik, Nabokau |
| 13. Juli 2018 12:30 Uhr | meiste Tore: van Wetering 12 | (17:13)      | meiste Tore: Blonbou 7 | Főnix Hall, Debrecen Zuschauer: 150 Schiedsrichter: Kulik, Nabokau |
| 13. Juli 2018 12:30 Uhr | Strafen: 1× 3×               | Spielbericht | Strafen: 2× 1×         | Főnix Hall, Debrecen Zuschauer: 150 Schiedsrichter: Kulik, Nabokau |

| 13. Juli 2018 15:00 Uhr | Rumänien             | 20:29        | Dänemark             | Főnix Hall, Debrecen Zuschauer: 180 Schiedsrichter: Belkhiri, Hamidi |
| 13. Juli 2018 15:00 Uhr | meiste Tore: Tecar 6 | (11:13)      | meiste Tore: Elver 6 | Főnix Hall, Debrecen Zuschauer: 180 Schiedsrichter: Belkhiri, Hamidi |
| 13. Juli 2018 15:00 Uhr | Strafen: 2× 1×       | Spielbericht | Strafen: 1× 3×       | Főnix Hall, Debrecen Zuschauer: 180 Schiedsrichter: Belkhiri, Hamidi |

### Halbfinale
| 13. Juli 2018 17:30 Uhr | Russland                  | 23:30        | Norwegen               | Főnix Hall, Debrecen Zuschauer: 1.500 Schiedsrichter: Mata, Bustamante |
| 13. Juli 2018 17:30 Uhr | meiste Tore: Taschenowa 6 | (12:14)      | meiste Tore: Reistad 7 | Főnix Hall, Debrecen Zuschauer: 1.500 Schiedsrichter: Mata, Bustamante |
| 13. Juli 2018 17:30 Uhr | Strafen: 2× 5×            | Spielbericht | Strafen: 2× 5×         | Főnix Hall, Debrecen Zuschauer: 1.500 Schiedsrichter: Mata, Bustamante |

| 13. Juli 2018 20:00 Uhr | Ungarn               | 30:25        | Südkorea           | Főnix Hall, Debrecen Zuschauer: 5.500 Schiedsrichter: Antić, Jakovljević |
| 13. Juli 2018 20:00 Uhr | meiste Tore: Háfra 7 | (14:11)      | meiste Tore: Kim 9 | Főnix Hall, Debrecen Zuschauer: 5.500 Schiedsrichter: Antić, Jakovljević |
| 13. Juli 2018 20:00 Uhr | Strafen: 2× 3×       | Spielbericht | Strafen: 2×        | Főnix Hall, Debrecen Zuschauer: 5.500 Schiedsrichter: Antić, Jakovljević |

### Spiel um Platz 7
| 14. Juli 2018 12:30 Uhr | Frankreich             | 30:24        | Rumänien               | Főnix Hall, Debrecen Zuschauer: 200 Schiedsrichter: Almawt, Almahroon |
| 14. Juli 2018 12:30 Uhr | meiste Tore: Blonbou 6 | (16:11)      | meiste Tore: Severin 6 | Főnix Hall, Debrecen Zuschauer: 200 Schiedsrichter: Almawt, Almahroon |
| 14. Juli 2018 12:30 Uhr | Strafen: 3× 2×         | Spielbericht | Strafen: 2× 6×         | Főnix Hall, Debrecen Zuschauer: 200 Schiedsrichter: Almawt, Almahroon |

### Spiel um Platz 5
| 14. Juli 2018 15:00 Uhr | Niederlande             | 32:28        | Dänemark               | Főnix Hall, Debrecen Zuschauer: 200 Schiedsrichter: Năstase, Stancu |
| 14. Juli 2018 15:00 Uhr | meiste Tore: Freriks 12 | (16:14)      | meiste Tore: Jensen 10 | Főnix Hall, Debrecen Zuschauer: 200 Schiedsrichter: Năstase, Stancu |
| 14. Juli 2018 15:00 Uhr | Strafen: 1× 4×          | Spielbericht | Strafen: 1×            | Főnix Hall, Debrecen Zuschauer: 200 Schiedsrichter: Năstase, Stancu |

### Spiel um Platz 3
| 14. Juli 2018 17:30 Uhr | Russland                                    | 27:29        | Südkorea             | Főnix Hall, Debrecen Zuschauer: 2.300 Schiedsrichter: Merz, Schilha |
| 14. Juli 2018 17:30 Uhr | meiste Tore: Michailitschenko, Taschenowa 7 | (13:10)      | meiste Tore: Song 11 | Főnix Hall, Debrecen Zuschauer: 2.300 Schiedsrichter: Merz, Schilha |
| 14. Juli 2018 17:30 Uhr | Strafen: 2×                                 | Spielbericht | Strafen: 6×          | Főnix Hall, Debrecen Zuschauer: 2.300 Schiedsrichter: Merz, Schilha |

### Finale
| 14. Juli 2018 20:00 Uhr | Norwegen               | 22:28        | Ungarn                        | Főnix Hall, Debrecen Zuschauer: 6.500 Schiedsrichter: Sosagordalina, Lemesmartinez |
| 14. Juli 2018 20:00 Uhr | meiste Tore: Reistad 7 | (12:10)      | meiste Tore: Klujber, Háfra 8 | Főnix Hall, Debrecen Zuschauer: 6.500 Schiedsrichter: Sosagordalina, Lemesmartinez |
| 14. Juli 2018 20:00 Uhr | Strafen: 1× 4×         | Spielbericht | Strafen: 2×                   | Főnix Hall, Debrecen Zuschauer: 6.500 Schiedsrichter: Sosagordalina, Lemesmartinez |

## All-Star-Team
| Emma Friis |             | Noémi Pásztor  |                | Dorottya Faluvégi |
|            | Noémi Háfra |                | Line Ellertsen |                   |
|            |             | Henny Reistad  |                |                   |
|            |             | Polina Kaplina |                |                   |